# ブライス・アリーナ
ブライス・アリーナ(Blyth Arena)は、かつてアメリカ合衆国カリフォルニア州スコーバレーのスコーバレー・スキーリゾートにあったスケートリンクである。1960年スコーバレーオリンピックのために建設され、開閉会式、アイスホッケー、フィギュアスケートの会場として使用された。

## 概要
名称は、カリフォルニア州オリンピック委員会会長である投資銀行家のチャールズ・R・ブライスに因む。
収容人数は8500人であるが、オリンピックのアイスホッケー競技のアメリカ対ソ連戦や最終日のアメリカ対チェコスロバキア戦では、立ち見を含めて1万人が入場したと報じられている。標高は海抜1890メートルである。南側が開くようになっており、オリンピックの開閉会式は南にあるスピードスケート場と一体の会場で行われた。
鋼鉄の柱から延びるケーブルで屋根を吊り下げる構造で、これにより、観客の視界を遮る柱を室内に設ける必要がなくなった。ケーブルが滑車により動くことで、屋根にかかる荷重の変化に対応できるようになっていた。また、人工氷製造施設から発生する排熱を屋根の下に流し、その熱で雪を解かす仕組みもあった。

## 崩壊
1982年、農務省が、省エネ推進の一環として、建物の断熱性を高めるための資金援助を行った。林野局がその資金により、ブライス・アリーナの屋根の断熱工事を行ったが、翌年3月下旬、アリーナの屋根が崩落した。
これは、断熱工事によって融雪システムの熱が屋根の表面に伝わりにくくなり、雪が解けなくなってその重みで崩落したものとみられる。特に、1982年から1983年にかけての冬は記録的な大雪だった。また、積雪量を減らすため、屋根の上に雪上車を載せて除雪したが、それにより屋根の荷重が急激に変化したため、荷重に対応するための仕組みが壊れた可能性もある。
同年、アリーナは解体され、跡地はスキーリゾートの駐車場となった。
スコーバレー・スキーリゾートには、標高2500メートルの場所に新しいアイスアリーナが設けられた。このアイスアリーナは、冬季には屋根が外されて屋外アリーナとなる。また、風が強い時にも屋根が外される。この新しいアイスアリーナにはオリンピックマークが描かれており、これが1960年のオリンピックで使われた建物だと勘違いする者も多いという。